# Robert Hanssen

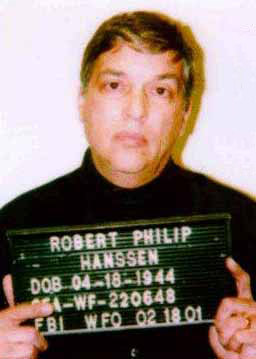
Foto de Robert Hanssen logo após sua prisão, em fevereiro de 2001. Ele tinha 56 anos de idade na época.

Robert Philip Hanssen (Chicago, 18 de abril de 1944 – Condado de Fremont, 5 de junho de 2023) foi um agente do Federal Bureau of Investigation (FBI) que espionou para a União Soviética e depois para a Rússia contra os Estados Unidos, de 1979 a 2001. Suas ações de espionagem foram descritas pelo Departamento de Justiça dos Estados Unidos como "possivelmente o pior desastre de inteligência na história americana". De 2002 até sua morte em 2023, ele serviu quinze sentenças consecutivas de prisão perpétua no ADX Florence, um presídio federal de segurança máxima, em Florence, Colorado.

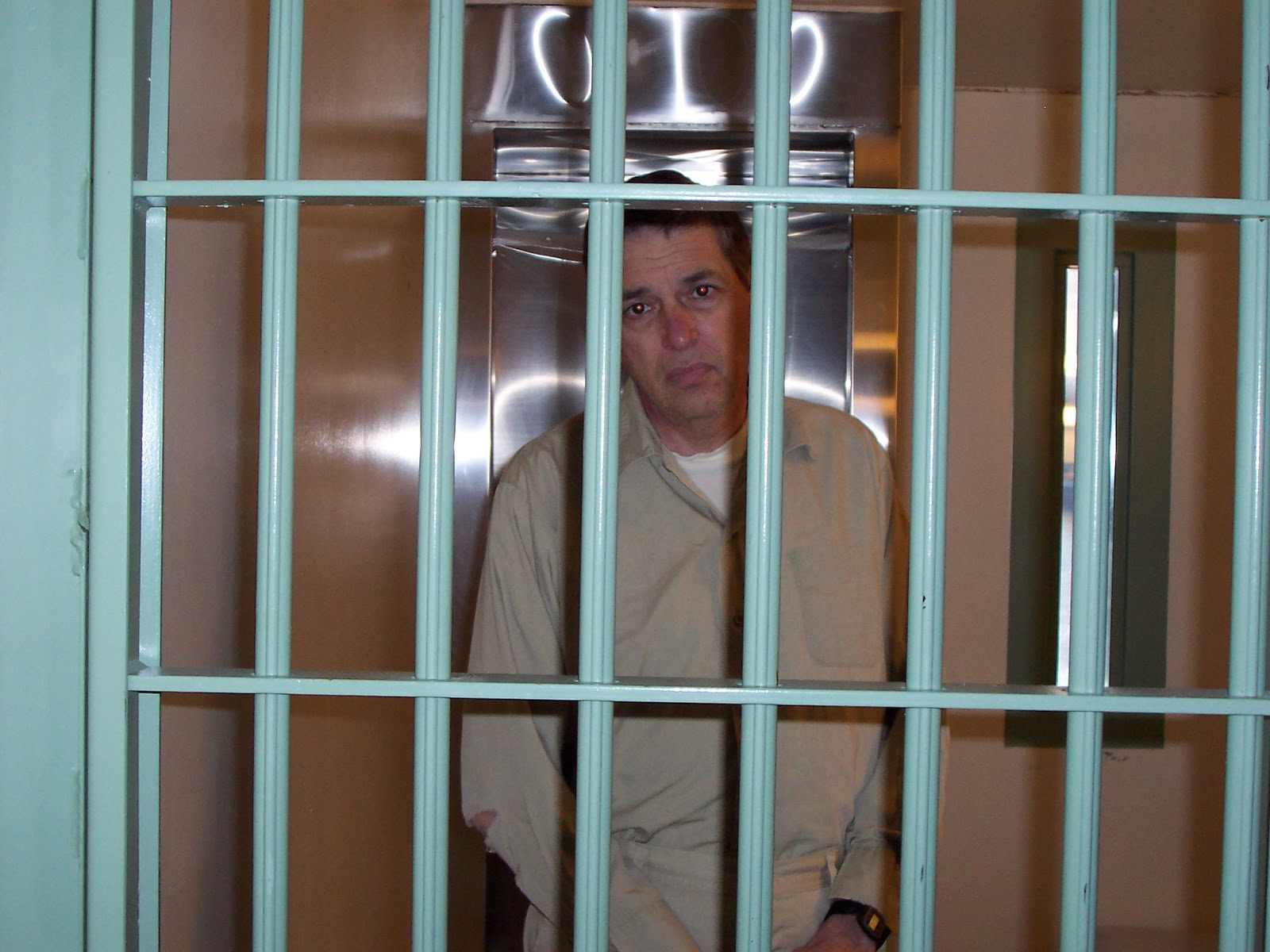
Hanssen na sua cela na prisão de segurança máxima de ADX Florence, no Colorado, em 2018.

Hanssen nasceu em Chicago. Seu pai, um policial, era emocionalmente abusivo para com ele durante sua infância. Em 1968 Hanssen se casou com Bonnie, uma mulher católica. Ele se converteu ao catolicismo e se tornou envolvido com a organização conservadora Opus Dei. Ele flutuou entre diferentes atividades acadêmicas e empregos comuns antes de ir trabalhar para o FBI em 1976. Três anos após se juntar a polícia federal americana, Hanssen entrou em contato com o GRU (departamento de inteligência do exército russo) para oferecer seus serviços, vendendo informações para os soviéticos até 1981. Segundo Hanssen, sua traição não foi feita por motivos políticos ou ideológicos, mas apenas financeiros. Após quatro anos, em 1985, ele voltou a vender informações secretas para Moscou, desta vez até 1991 quando ele cortou as comunicações com a inteligência russa após o colapso da União Soviética, temendo ser exposto. No ano seguinte, ele contactou então o novo governo russo e retomou suas atividades. Durante todas as suas ações de espionagem, vendendo informações secretas, Hanssen nunca divulgou sua real identidade para os russos e não contactava intermediários pessoalmente.
Hanssen vendeu milhares de documentos secretos de inteligência para a KGB que detalhavam a estratégia americana em caso de guerra nuclear, desenvolvimento de tecnologia armamentista e vários aspectos do programa de contra-inteligência dos americanos. Suas atividades de espionagem aconteceram ao mesmo tempo que as de Aldrich Ames, um outro americano e agente da CIA, que também vendia informações aos russos. Tanto as ações de Ames quanto as de Hanssen levaram a diversas mortes, com eles denunciando os nomes de vários agentes dos serviços de inteligência soviéticos que faziam espionagem para os Estados Unidos. Entre as informações que ele revelou estava a identidade de Dmitri Polyakov, um general e agente da inteligência russa, que trabalhava para o GRU e vendia informações secretas para os americanos. Dmitri foi preso e executado pela KGB em 1988. Robert Hanssen também revelou aos soviéticos um túnel (que custou milhões para ser feito) que o FBI estava construindo sob a embaixada soviética em Washington. Após Aldrich Ames ser preso em 1994, a inteligência americana acreditava que ainda havia outro espião já que alguns casos de quebras de segurança permaneciam não resolvidos. O FBI pagou US$ 7 milhões de dólares a um agente da KGB para que ele obtivesse informações sobre pessoas fazendo espionagem para os russos. Embora o nome de Hanssen não tivesse aparecido, sua impressão digital e voz foram coletadas, o que permitiu uma identificação exata. O FBI colocou então Hanssen sob vigilância constante e apontaram para ele um assistente, Eric O'Neill, que tinha a missão de supervisiona-lo e tentar obter provas de sua traição. Não demorou e o serviço de contra-inteligência dos Estados Unidos identificou o modus operandi de Hanssen e começaram a montar um caso contra ele. Embora Robert soubesse que provavelmente estava sendo investigado, o que o levou a diminuir suas ações, ele permaneceu vendendo dados secretos aos russos.
Hanssen foi finalmente preso em 18 de fevereiro de 2001, em Foxstone Park, próximo de sua casa em Vienna, Virgínia, após fazer uma entrega de dados sigilosos. Ao ser capturado, Hanssen teria dito aos agentes que o cercavam "Por que demoraram tanto?". Preso em flagrante, ele foi acusado formalmente de vender dados de inteligência para a União Soviética e para a Rússia por um valor de US$ 1,4 milhões de dólares em dinheiro e diamantes, durante um período de 22 anos. Para evitar ser executado por traição, Hanssen se declarou culpado de 14 acusações de espionagem e uma de conspiração para cometer espionagem. Ele afirmou que estava arrependido e foi motivado exclusivamente por interesses financeiros e lamentou que suas ações resultaram em mortes. Robert Hanssen foi condenado a quinze sentenças de prisão perpétua sem possibilidade de condicional.

## Morte
Foi dado com morto em 5 de junho de 2023, após ser encontrado, desacordado, em sua cela, aos 79 anos de idade. Após sua autópsia, a causa da morte foi diagnosticada como câncer colorretal.